# Réseaux autonomes
Les réseaux autonomes (en anglais autonomic networks) sont un type de réseau capable de s’auto-configurer et de délivrer un service basé sur les ressources de ses nœuds.
Automatic Networking suit le concept de l’Autonomic computing, une initiative commencé par IBM en 2001. Son but est la création de réseaux en auto-gestion pour venir à bout de la complexité grandissante d’internet et d’autres réseaux et ainsi de permettre leur expansion future au-delà de leur taille actuelle.

## L’augmentation du volume de trafic sur Internet
La complexité de la gestion d’internet qui augmente de plus en plus à cause de sa croissance est considéré par certains experts comme problème majeur qui limitera son utilisation dans le futur.
En plus il faudra interconnecter les Smartphones qui sont de plus en plus populaires, les Assistants personnels, des équipements audio et vidéo en réseaux et des Consoles de jeux vidéo. L’informatique ubiquitaire n’ajoute pas que des caractéristiques, mais charge également l’infrastructure des réseaux existants avec de plus en plus de tâches qui tôt ou tard ne pourront plus être gérées uniquement par l’intervention humaine.
Un autre aspect est le prix d’un contrôle manuel d’énormes quantités de dispositifs d’importance vitale des infrastructures de réseau courantes.

## Système nerveux autonome
Le système nerveux autonome (SNA) est la partie du système nerveux des formes de vie supérieures qui n'est pas consciemment contrôlé. Il régule les fonctions corporelles et l'activité d'organes spécifiques. Comme proposé par IBM, les systèmes de communication de l'avenir pourraient être conçus d'une manière similaire au système nerveux autonome.

## Composants des réseaux autonomes
Comme le concept autonome dérive d'entités biologiques comme le système nerveux autonome de l'homme, chacune de ces zones peut être métaphoriquement liée à des aspects fonctionnels et structurels d'un être vivant. 
Dans le corps humain, le système autonome implémente et gère une variété de fonctions, notamment la respiration, la pression artérielle et la circulation, et la réponse émotive. 
Le système nerveux autonome est un tissu d'interconnexion qui prend en charge les boucles de rétroaction entre les états internes et les diverses sources par lesquelles les conditions internes et externes sont surveillés.

### Autodiagnostic
L'autodiagnostic comprend une série d'auto-découverte, de sensibilisation et les capacités d'analyse qui fournissent au système nerveux autonome une vue de l'état de haut niveau. 
Dans la métaphore, cela  représente le sous-systèmes perceptifs qui  recueille, analyse et  rapporte l'état et la condition  interne et externe - par exemple, cela pourrait être considéré comme les yeux, le cortex visuel et les organes de perception du système. 
L'autodiagnostic, ou littéralement "la connaissance de soi", fournit au système nerveux autonome une base d'intervention et de validation.
Une capacité autodiagnostic riche peut comprendre de nombreux sens différents «perception». 
Par exemple, le corps humain acquiert des renseignements via les cinq sens habituels, ce qu'on appelle le sixième sens de la proprioception (le sens de la position du corps et de l'orientation), et par des états émotifs qui représentent le mieux-être brut de l'organisme. 
Les variations des conditions et des états de changement sont détectés par les moniteurs sensoriels et fournissent une base pour l'adaptation des systèmes connexes. 
Des modèles de environnement si bien externe qu'interne sont implicitement embarqués de telle sorte qu'une valeur relative peut être attribué à tout état perçu - la perception d'une menace physique (par exemple un serpent) peut entraîner une respiration profonde superficielle rapide prélude à une réponse  lutte/fuite, un modèle phylogénétiquement efficace d'interaction avec des menaces identifiables.
Dans le cas des réseaux autonomes, l'état du réseau peut être défini en termes de : 
- Des éléments de réseaux individuels tels que les commutateurs et les interfaces réseau, y compris 
  - cahier des charges et la configuration
  - historique et état actuel
- Les flux de trafic
- Hotes
- Données de performance applicative
- Diagrammes logiques et spécifications de conception

La plupart de ces sources représentent des vues relativement brutes et non transformés  qui ont une pertinence limitée. Post-traitement et les diverses formes d'analyse doit être appliquées pour générer des mesures et évaluations significatives desquelles l'état actuel peut être dérivé. 
Le système d'autodiagnostic interagit avec: 
- La gestion de configuration - pour contrôler les éléments du réseau et des interfaces
- La gestion de la politique - pour définir les contraintes et objectifs de rendement
- L'autodéfense - pour identifier les attaques et accommoder les réponses défensives

### Gestion de configuration
La gestion de configuration est responsable de l'interaction des éléments du réseau et des interfaces. 
Elle comprend une capacité de comptabilité avec la perspective historique qui prévoit le suivi des configurations dans le temps, à l'égard de diverses circonstances. Dans la métaphore biologique, ce sont les mains et, dans une certaine mesure, la mémoire du système nerveux autonome.
Sur un réseau, réforme et provisionnement sont appliquées par l'intermédiaire de paramètre de configuration des périphériques spécifiques. La mise en œuvre concernant l'accès et la performance sélective à l'égard de rôle et leur relation sont également appliquées. Presque tous les "actions" qui sont prises actuellement par les ingénieurs humains relèvent de ce domaine. Avec seulement quelques exceptions près, les interfaces sont installées à la main, ou par extension de la main, grâce à des scripts automatisés.
Implicite dans le processus de configuration est la maintenance d'une population dynamique de périphériques, un enregistrement de l'historique de l'évolution et des directives d'évolution. 
Typiquement la  gestion de configuration doit être capable de retour arrière afin de récupérer une configuration précédente. 
Là où le changement peut conduire à des états irrécupérable, le sous-système doit être capable de qualifier les conséquences des changements avant de les appliquer.
Comme les instructions  pour le changement peuvent provenir d'autres sous-systèmes, le langage commun pour ces directives doivent être abstraites et indépendantes des dispositifs concernés. 
Le sous-système de gestion de configuration doit être capable de traduire sans ambiguïté les directives et les actions matérielles ou pour être en mesure de signaler les besoins pour plus de détails d'une directive. Une capacité d'inférence peut convenir pour apporter  la flexibilité suffisante (à savoir la configuration n'aurait jamais lieu car il n'y a pas de correspondance unique  entre les directives et les paramètres de configuration). Lorsque les normes ne sont pas suffisantes, une capacité d'apprentissage peut également être requise afin d'acquérir de nouvelles connaissances sur le matériel et sa configuration.
La gestion de configuration interopère avec toutes les autres sous-systèmes, y compris:
- L'autodiagnostic reçoit des directives et validation des changements
- La gestion de la politique - met en œuvre des modèles de politique grâce à la cartographie des ressources sous-jacentes.
- La sécurité - applique les contraintes d'accès et d'autorisation pour les objectifs de politique particulière
- L'autodéfense - reçoit des directives pour les changements

### Politique de gestion
La politique  de gestion  contient des spécifications de politique, le déploiement, le raisonnement sur les politiques, l'actualisation et la maintenance des politiques et l'exécution. La politique de gestion est indispensable pour : 
- contraindre les différents types de comportement y compris la sécurité, la confidentialité, l'accès aux ressources, et la collaboration ;
- gérer la configuration ;
- décrire des processus et définir la performance ;
- Définir des rôles et relations.

Elle fournit les modèles d'environnement et de comportement qui représentent une interaction efficace en fonction d'objectifs spécifiques. 
Dans la métaphore du système nerveux de l'homme, ces modèles sont implicites dans le "design" évolutif  d'entités biologiques et spécifique aux objectifs de survie et procréation. 
La définition de ce qu'est une politique est nécessaire pour examiner ce qui  est impliqué dans sa gestion. 
Un cadre relativement souple et abstrait de valeurs, de relations, rôles, interactions, ressources et  autres composants de l'environnement réseau est nécessaire. 
Ce sous-système s'étend bien au-delà du réseau physique aux  applications en cours d'utilisation et aux processus et clients finaux qui utilisent le réseau pour atteindre des objectifs spécifiques. Il doit exprimer les valeurs relatives des diverses ressources, résultats et  processus et inclure une base pour évaluer les états et conditions. 
Sauf incorporés dans un système en dehors du réseau autonome ou implicite à la mise en œuvre de politiques spécifiques, le dispositif doit aussi tenir compte de la définition des processus, des objectifs et des résultats. Définitions de processus métier et les descriptions sont alors partie intégrante de la mise en œuvre des politiques. En outre, comme la gestion des politiques constitue la base fondamentale pour le fonctionnement du système nerveux autonome, il doit être en mesure rapporter sur son fonctionnement en ce qui concerne les détails de sa mise en œuvre. 
La gestion de la politique de sous-système interopère (au moins) de façon indirecte avec tous les autres sous-systèmes, mais interagit principalement avec: 
- Autodiagnostic - procurant de la définition de la performance et client des  rapports sur les conditions.
- Gestion de configuration - fournit des contraintes sur la configuration des périphériques
- Sécurité - fournit la définition des rôles, et permissions d'accès

Il peut aussi recevoir la définition de la valeur relative de diverses ressources et processus de gestion des politiques en vue d'élaborer des réponses cohérentes avec la politique.

### Autodéfense
L’autodéfense est un mécanisme dynamique et adaptatif qui répond aux attaques malveillantes et intentionnelles de l'infrastructure du réseau ou à l'utilisation de l'infrastructure pour attaquer les ressources informatiques.
Comme des mesures défensives ont tendance à s'opposer à l'exploitation des TI, il est parfaitement capable d'équilibrer les objectifs de performance avec en général remplacement des actions menaçantes. Dans la métaphore biologique, ce sous-système offre des mécanismes comparables au système immunitaire. 
Ce sous-système doit évaluer de manière proactive les risques pour le réseau et l'infrastructure applicative, détecter et identifier les menaces, et définir des réponses défensives efficace à la fois proactive et réactive.
Il a le rôle du guerrier et du gardien de sécurité dans la mesure où son rôle est à la fois de la maintenance et des activités correctives. 
Sa fonction est proche de celle de la sécurité mais pas identique - la sécurité s'occupe de la mise en œuvre et du contrôle des autorisations d'accès.
L'autodéfense traite avec des forçages et des processus, généralement malveillants, en dehors du fonctionnement normal du système qui présentent un certain risque pour le fonctionnement normal.
L'autodéfense exige une connaissance détaillée et de haut niveau de l'ensemble du réseau ainsi que des modèles de risque embarqués qui lui permettent d'analyser de façon dynamique l'état courant. 
Les corrections pour diminuer le risque doivent être considérées en balance avec les objectifs de performance - une réaction défensive trop zélée peut immobiliser le système (comme l'action inappropriée du système immunitaire crée une réaction allergique). 
La détection de comportement du réseau ou des d'applications signalant une attaque possible ou un abus est suivie par la génération d'une réponse appropriée - par exemple, des ports pourraient être fermés temporairement ou des paquets ayant une source ou une destination spécifiques pourraient être éliminés. 
Ensuite une évaluation plus poussée engendre des actions conséquentes, soit l'assouplissement des mesures de défense ou leur renforcement.
L'autodéfense interagit étroitement avec:
- La sécurité : reçoit la définition des rôles et des contraintes de sécurité, et définit le risque pour l'atténuation proactive des risques
- La gestion de la configuration - reçoit des détails du réseau pour analyse et ordonne des changements dans les éléments en réponse à une attaque par anticipation  ou sur détection
- L'autodiagnostic - reçoit les notifications de comportements détectés

Elle peut également recevoir la définition de la valeur relative de diverses ressources et processus de gestion des politiques en vue d'élaborer des réponses cohérentes avec cette politique.

### Sécurité
Sécurité fournit la structure qui définit et applique les relations entre les fonctions, le contenu et les ressources, notamment en matière d'accès. 
Cela comprend le cadre pour les définitions, ainsi que les moyens de mise en œuvre. 
Dans la métaphore, la sécurité est le parallèle ses mécanismes complexes qui sous-tendent les interactions sociales définissant amis, ennemis, compagnons et alliés et offre l'accès aux ressources limité sur la base de cette évaluation.
Plusieurs moyens clé sont employés par la sécurité - comprenant les 3 principaux  authentification, autorisation et contrôle d'accès.
La base pour l'application de ces moyens nécessite la définition des fonctions et leurs relations entre elles et avec les ressources et processus. 
Des concepts de haut niveau comme la confidentialité, l'anonymat et la vérification sont inclus dans la définition des fonctions et sont issues de la politique.